# Humitat relativa (àlbum)
Humitat relativa és el primer disc del cantant alginetí Remigi Palmero com a soliste, acreditat a Remigi Palmero i Bon Matí. Est àlbum, junt amb Brossa d'ahir de Pep Laguarda (1977) i Cambrers de Juli Bustamante (1981), forma part de l'anomenada «trilogia del pop mediterrani valencià», segons la crítica especialitzada.
Palmero, guitarriste de professió, toca el llaüt en la gravació, acompanyat per músics equatoguineans i el seu mitger habitual, Bustamante.
Descatalogat després de la primera tirada, el màster es va perdre fins que aparegué en propietat de Sony, que havia adquirit els fons de Zafiro: laCasaCalba el reedità l'any 2018 en CD i vinil de 180 grams, amb Remigi desvinculat del projecte:
la reedició es presentà el 7 de juny a la seu de la Societat General d'Autors i Editors de València, amb la participació de l'editor, Francesc Burgos, l'escriptor Alfons Cervera i el crític Juan Puchades, els quals lloaren la singularitat de l'àlbum.
| A.   | Segell      |    | Referència |
| ---- | ----------- | -- | ---------- |
| 1979 | Pu-Put!     | LP | PZL-18     |
| 1979 | Pu-Put!     | K7 | PZC-18     |
|      | LaCasaCalba | CD |            |
| 2018 | LaCasaCalba | LP | LCC/R03-18 |
| 2018 | LaCasaCalba | CD |            |

| 1.  | «Veles en la mar»                      | Bustamante | Bustamante | 02:55 |
| 2.  | «Plens de sol de bon mati»             | Palmero    | Estellés   | 03:19 |
| 3.  | «L'olor a garrofa»                     | Palmero    | Palmero    | 04:34 |
| 4.  | «Ràdio Alger»                          | Bustamante | Bustamante | 04:38 |
| 5.  | «D'Anna»                               | Palmero    | Palmero    | 04:29 |
| 6.  | «Deixeu-me sol»                        | Palmero    | Lozano     | 03:57 |
| 7.  | «El carrer de la lluna» (instrumental) | Palmero    |            | 04:14 |
| 8.  | «Cançó de festa»                       | Palmero    | Palmero    | 03:06 |
| 9.  | «Temps de pluja a la ciutat»           | Palmero    | Palmero    | 05:00 |
| 10. | «Angelets»                             | Bustamante | Bustamante | 02:05 |